# Zăvoaia, Brăila
Zăvoaia (în trecut, Slujitori-Albotești) este satul de reședință al comunei cu același nume din județul Brăila, Muntenia, România.